# جوليس غويو
جوليس غويو (بالفرنسية: Jules Guyot)‏ هو طبيب وفيزيائي فرنسي، ولد في 17 مايو 1807 في Gyé-sur-Seine ‏ في فرنسا، وتوفي في 31 مارس 1872 في Savigny-lès-Beaune ‏ في فرنسا.